# Windows Desktop Gadgets
Windows Desktop Gadgets (còn được gọi là Windows Sidebar trong Windows Vista) là một công cụ tiện ích đã ngừng hoạt động, là một phần của Microsoft Gadgets. Công cụ này được ra mắt cùng với Windows Vista, trong đó có một thanh bên được trình bày vào cạnh bên phải của màn hình. Các tiện ích này có thể thực hiện nhiều tác vụ khác nhau, chẳng hạn như hiển thị đồng hồ, lịch, trò chơi, thời tiết, ảnh, hay tính CPU và RAM của thiết bị. Trong Windows Vista, các tiện ích bị giới hạn trong một thanh bên nhưng trong Windows 7, chúng có thể được di chuyển tự do đến bất cứ đâu trên màn hình desktop.
Windows Desktop Gadgets đã ngừng hoạt động trong Windows 8 và Windows 10. Các ô Live Tiles trong màn hình Start Screen của Windows 8 hay các ứng dụng trên Microsoft Store có thể thay thế cho Windows Desktop Gadgets.